# Jan Dzięgielowski
Jan Dzięgielowski (XVII wiek) – historyk.
W 1644 w Warszawie wydał poprawny „Inwentarz konstytucyi koronnych od 1550–1643”.